# Richard Belcredi

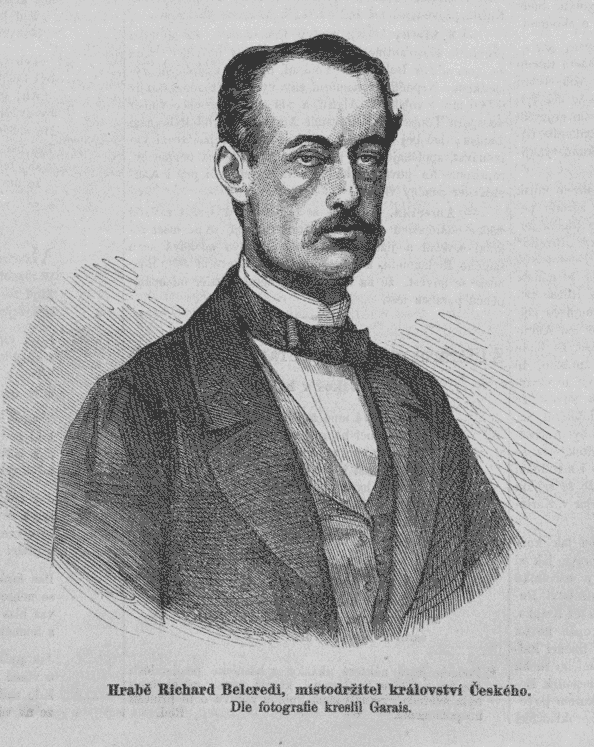
Richard Graf Belcredi

Richard Graf von Belcredi (* 12. Februar 1823 in Ingrowitz, Mähren; † 2. Dezember 1902 in Gmunden, Oberösterreich) war ein österreichischer Spitzenbeamter und Politiker. Er war von Juli 1865 bis Februar 1867 Staatsminister und Vorsitzender des Ministerrats (Regierungschef) des Kaisertums Österreich. Während seiner Amtszeit unterlag Österreich 1866 im Krieg gegen Preußen und kam 1867 der Österreichisch-Ungarische Ausgleich mit der Schaffung der Doppelmonarchie zustande.

## Herkunft
Belcredi entstammte der ursprünglich lombardischen Adelsfamilie Belcredi, die seit dem 18. Jahrhundert über große Güter im Kronland Mähren verfügte. Seine Eltern waren der Graf Eduard von Belcredi (1786–1838) und dessen Ehefrau die Gräfin Marie von Fünfkirchen (1793–1860).
Sein älterer Bruder Egbert (1816–1894), der für die Autonomie der Länder der böhmischen Krone von der Wiener Regierung eintrat, verwaltete den Familienfideikommiss und war politisch vor allem in und für Mähren tätig.

## Ausbildung und Verwaltungskarriere
Nach Besuch des Gymnasiums und der Philosophische Lehranstalt im ostböhmischen Litomyšl (Leitomischl) studierte Richard Belcredi von 1840 bis 1844 in Prag und Wien Rechtswissenschaften. Als Konzeptspraktikant am Kreisamt in Brünn trat er 1842 in den staatlichen Verwaltungsdienst, aus dem er 1848 beurlaubt wurde. Dank des Vermögens seiner Familie finanziell unabhängig, widmete er sich privaten juristischen und historischen Studien, ab 1851 war er außerordentlicher Hörer an der Universität Graz. Er kehrte 1854 in den Staatsdienst zurück und wurde zum k.k. Bezirkshauptmann im mährischen Znojmo (Znaim) bestellt, 1860 stieg er zum Statthaltereirat und Landeshauptmann von Österreichisch-Schlesien auf. 
Seit mit dem Februarpatent 1861 in den Kronländern wieder gewählte Vertretungen eingerichtet wurden, gehörte Belcredi bis 1864 dem Schlesischen Landtag an. Dieser wählte ihn im selben Jahr als Vertreter des schlesischen Großgrundbesitzes in das damals noch indirekt, nach „Kurien“ gewählte Abgeordnetenhaus des österreichischen Reichsrates. Im Jahr darauf wurde er als Landespräsident Chef der zentralstaatlichen Regierung von Österreichisch-Schlesien. Im Mai 1864 ernannte der Kaiser ihn zum Statthalter des weitaus größeren Kronlandes Böhmen (mit Sitz in Prag) und verlieh ihm zugleich den Titel Geheimer Rat. Bei einer Nachwahl nach dem Rücktritt oder Tod mehrerer Abgeordneter erhielt Belcredi im November 1864 erneut ein Mandat im Abgeordnetenhaus, diesmal für die Kurie der böhmischen Großgrundbesitzer.

## Amtszeit als Regierungschef

### „Dreigrafenministerium“
Nachdem sich Kaiser Franz Joseph I. im Jahr 1865 von den Liberalen um Ministerpräsident Rainer von Österreich und Staatsminister Anton von Schmerling wegen der anhaltenden Turbulenzen (siehe Geschichte Österreichs) enttäuscht getrennt hatte, wandte er sich in der Person von Belcredi einem erklärten Konservativen zu und ernannte ihn zum Staatsminister und Ministerpräsidenten. 
Die Leitung der Regierung betrachtete Belcredi als persönliches Opfer, das er nur aus dem Pflichtgefühl eines treuen Beamten heraus annahm. So schrieb er an seine Frau: 

„Der Kaiser ist auf mich versessen und sagte, dass er in dieser traurigen, gefahrvollen Zeit in mir allein den ehrlichen Mann sehe, auf den er sich unbedingt verlassen könne. Ich möge seine Lage würdigen und nicht seine einzige Hoffnung zurückweisen.“

Belcredi präsentierte sein Regierungsprogramm am 15. Juni 1865 und wurde vom Kaiser am 27. Juli 1865 zum Staatsminister (Leitung der gesamten politischen Verwaltung aller nicht zur ungarischen Krone gehörigen Königreiche und Länder) und zum Vorsitzenden des Ministerrats ernannt.
Der neue Regierungschef, dessen Kabinett man auch als das „Dreigrafenministerium“ bezeichnete (obgleich ihm eigentlich fünf Grafen angehörten, nämlich Belcredi selbst, Alexander von Mensdorff-Pouilly als Außenminister, Johann Larisch von Moennich (1821–1884) als Finanzminister, Graf Haller als provisorischer Leiter der siebenbürgischen Hofkanzlei sowie Moritz Esterházy als Minister ohne Portefeuille), erkannte die ungarische Frage als die „eigentliche Crux des österreichischen Reichsproblems“ und gab ihrer Lösung die höchste Priorität. Für die Verhandlungen schien ihm die Sistierung des Februarpatents zweckmäßig, da dieses in den ungarischen Ländern ohnedies nicht akzeptiert und umgesetzt worden war (das Kabinett wurde von den Historikern daher auch als „Sistierungsministerium“ bezeichnet). Durch das Sistierungspatent vom 20. September 1865 wurde das „Grundgesetz über die Reichsvertretung“, mit dem 1861 der Reichsrat zum Parlament geworden war, aufgehoben.

### Ausgleich mit Ungarn
1866 musste Österreich nach dem Prager Frieden (siehe Preußisch-Österreichischer Krieg) aus dem Deutschen Bund austreten, womit bei den Verhandlungen mit Ungarn nicht länger auf die Deutsche Frage Rücksicht zu nehmen war. Der bisherige Außenminister, Graf Mensdorff, sowie Belcredi gehörten zu den Exponenten der konservativ klerikalen Föderalisten und bekämpften den geplanten Ausgleich mit Ungarn, da durch diesen den deutschen Liberalen in der westlichen Reichshälfte zur Macht verholfen wurde. Für die Verhandlungen wurde Friedrich Ferdinand von Beust als neuer Außenminister berufen.
Belcredi sprach sich gegen weitere Beschränkungen der gemeinsamen Angelegenheiten der Monarchie aus und bemühte sich, eine föderalistische, auf Ausgleich auch mit den slawischen Völkern zielende Lösung der Nationalitätenfrage durchzusetzen. Belcredi erschien vielen daher als „zu wenig deutsch“. Er wollte das kaiserliche Österreich in seine fünf historischen Gebiete (1. Deutsch-Österreich, 2. Böhmen-Mähren-Schlesien, 3. Ungarn, 4. Polen-Ruthenien, 5. Illyrien, d. h. die südslawischen Territorien) mit je einem eigenen Landtag einteilen. Ein föderalistisch besetzter Reichsrat sollte für die gemeinsamen Kompetenzen Gesamt-Österreichs zuständig sein. Dieser Plan scheiterte aber am erbitterten Widerstand der Ungarn, die einen dualistischen Ausgleich erzielen wollten. Am Ende seiner Ära als Ministerpräsident stand daher der Dualismus, den zu verhindern er angetreten war.
Zwischen Belcredi und Beust war eigentlich keine Gesprächsbasis mehr vorhanden, wie bei der Lektüre des Ministerratsprotokolls vom 1. Februar 1867 deutlich wird. Dort meint Beust, es sei unmöglich, die Wünsche aller zu befriedigen. Daher sei es Aufgabe der Regierung, „sich auf diejenigen zu stützen, die am meisten Lebenskraft besitzen […], nämlich das deutsche und das ungarische Element“. Belcredi sah die Entscheidung damit als gefallen an und reichte am selben Tag sein Abschiedsgesuch ein. Am 7. Februar 1867 erfolgte seine Enthebung und die Ernennung Beusts zum Ministerpräsidenten. Die von Beust mit den Vertretern Ungarns ausverhandelte Fassung des Ausgleichs wurde dem ohne ungarische Mitglieder wieder einberufenen Reichsrat quasi als Diktat präsentiert, dieser nutzte jedoch die Gelegenheit und setzte als Gegenleistung zu seiner Zustimmung (Delegationsgesetze vom 21. Dezember 1867) eine neue Verfassung, die Dezemberverfassung 1867, durch.
Rückblickend betrachtet war der von Beust erzielte Ausgleich eine zwar kurzfristig „pragmatische“ Lösung, seine Auswirkungen waren jedoch fatal, denn mit ihm begann die sich immer mehr vertiefende Distanz der slawischen Nationen zur Monarchie, die bis zum Zerfall Österreichs 1918 anhielt. Belcredi lag dagegen die Völkerverständigung innerhalb der Monarchie am Herzen. Wie sehr er gegen die „nationale Hetze“ kämpfte, erkennt man aus einer Aussage in einer Ministerratssitzung, wo er für den Unterricht in deutscher und tschechischer Sprache in den böhmischen Volks- und Mittelschulen eintrat, denn „national extreme Richtungen können nur durch praktische Erfahrungen geheilt werden“. 

## Späte Jahre
Nach seinem Ausscheiden aus der Regierung war Belcredi 1881–1895, vom Kaiser ernannt, Präsident des k.k. Verwaltungsgerichtshofs und wurde vom Monarchen 1881 auch zum Mitglied des österreichischen Herrenhauses auf Lebenszeit ernannt.

## Familie
Er heiratete 1854 in Graz Anna von Welden (1834–1918), das einzige Kind des Generals Ludwig von Welden. Das Paar hatte einen Sohn und zwei Töchter:
- Ludwig Egbert Richard (1856–1914) ⚭ 15. Juli 1885 Marie von und zu Franckenstein (1859–1938)
- Karoline Christiane (* 20. November 1863), Stiftsdame des Savoyenschen Damenstifts in Wien
- Marie Caroline (* 6. Mai 1858; † 22. Januar 1912) ⚭ 1882 Freiherr Maximilian von Vittinghoff genannt Schell zu Schellenberg (* 7. Juli 1854; † 29. Oktober 1926), K. u. K. Kämmerer und Rittmeister im Landwehr Dragonerregiment Nr. 3[2][3]